# Composition n°IV / Composition 6
Composition n°IV / Composition 6 est un tableau réalisé par Piet Mondrian en 1914. Cette huile sur toile est conservée au musée municipal de La Haye, aux Pays-Bas.

## Expositions
- Le Cubisme, Centre national d'art et de culture Georges-Pompidou, Paris, 2018-2019.